# Gli sbandati hanno perso
Gli sbandati hanno perso è un singolo del rapper italiano Marracash, pubblicato il 13 dicembre 2024 come primo estratto dall'ottavo album in studio È finita la pace.

## Descrizione
Terza traccia in ordine di apparizione nell'album È finita la pace, il brano è stato scritto dallo stesso rapper e contiene un campionamento musicale di Last Men Standing, brano composto da Gian Franco Reverberi e Gian Piero Reverberi del 1968, colonna sonora del film Preparati la bara!. È stato prodotto da Alessandro Pulga, in arte Marz, e Stefano Tognini, in arte Zef, e ha esordito direttamente in vetta alla classifica dei singoli italiana.

## Tracce
Testi di Fabio Bartolo Rizzo, musiche di Alessandro Pulga e Stefano Tognini.
1. Gli sbandati hanno perso – 3:14

## Classifiche
| Classifica (2024) | Posizione massima |
| ----------------- | ----------------- |
| Italia            | 1                 |